# Seitokai ni mo Ana wa Aru!
Seitokai ni mo Ana wa Aru! (生徒会にも穴はある!?) es una serie de manga japonesa yonkoma escrita e ilustrada por Muchimaro. Se publica en la revista de manga shōnen Weekly Shōnen Magazine de Kōdansha desde abril de 2022. Se ha anunciado una adaptación televisiva al anime producida por Passione.

## Sinopsis
En la prestigiosa Academia Fujinasu, un instituto privado a las afueras de la ciudad, Ume Mizunoe, una joven entusiasta de la literatura, acepta unirse al consejo estudiantil para evitar repetir curso. Sin embargo, los miembros del consejo estudiantil resultan ser un grupo muy peculiar.

## Personajes
Ume Minezoe (水之江 梅 Minezoe Ume?)
Es el estudiante de primer año de preparatoria que destaca en humanidades, pero tiene dificultades en matemáticas y ciencias. Le piden que se una al consejo estudiantil para no tener que repetir curso.
Satomi Hirasaka (平塚 敏深 Hirasaka Satomi?)
Es la profesora titular de Ume y asesora del consejo estudiantil. Tiene una personalidad perezosa, sobre todo en casa.
Hisako Kotobuki (古都吹 寿子 Kotobuki Hisako?)
Es una estudiante de tercer año y presidenta del consejo estudiantil. Destaca en sus estudios y deportes, y lleva cola de caballo. Tiene un hermano menor.
Arisu Terui (照井 有栖 Terui Arisu?)
Es la tesorera del consejo estudiantil y estudiante de segundo año. Proviene de una familia adinerada.
Komaro Michinoku (陸奥 こまろ Michinoku Komaro?)
Es la estudiante de primer año y miembro del consejo estudiantil. Sus padres murieron en un accidente aéreo cuando ella era joven.
Tan Otori (尾鳥 たん Otori Tan?)
Es el estudiante de secundaria que se desempeña como responsable de relaciones públicas del consejo estudiantil. Tiene apariencia femenina.

## Contenido de la obra

### Manga
Seitokai ni mo Ana wa Aru! está escrita e ilustrada por Muchimaro y comenzó en la revista de manga shōnen de Kōdansha, Weekly Shōnen Magazine el 27 de abril de 2022. Kōdansha ha recopilado sus capítulos en volúmenes tankōbon individuales. El primer volumen se publicó el 16 de septiembre de 2022. Hasta el 17 de marzo de 2025, se habían publicado nueve volúmenes.
Un video promocional del séptimo volumen animado por Passione se subió a la cuenta oficial de la serie X, el 10 de julio de 2024.
| Volúmenes de manga publicados | Volúmenes de manga publicados | Volúmenes de manga publicados |
| Número                        | Fecha de lanzamiento          | ISBN                          |
| ----------------------------- | ----------------------------- | ----------------------------- |
| 1                             | 16 de septiembre de 2022      | ISBN 978-4-06-529086-6        |
| 2                             | 16 de diciembre de 2022       | ISBN 978-4-06-529991-3        |
| 3                             | 17 de abril de 2023           | ISBN 978-4-06-531235-3        |
| 4                             | 17 de agosto de 2023          | ISBN 978-4-06-532610-7        |
| 5                             | 16 de noviembre de 2023       | ISBN 978-4-06-533514-7        |
| 6                             | 15 de marzo de 2024           | ISBN 978-4-06-534862-8        |
| 7                             | 17 de julio de 2024           | ISBN 978-4-06-536135-1        |
| 8                             | 15 de noviembre de 2024       | ISBN 978-4-06-537043-8        |
| 9                             | 17 de marzo de 2025           | ISBN 978-4-06-538704-7        |

### Anime
En abril de 2025, se anunció que el manga recibiría una adaptación televisiva al anime producida por Aniplex. La serie está animada por Passione y dirigida por Naoyuki Tatsuwa, con guiones de Masahiro Yokotani y diseño de personajes de Ryo Imamura.

## Recepción
La serie ganó el noveno premio Next Manga en la categoría impresa en 2023.